# Bjälke (heraldik)

En blå bjälke på en guldfärgad sköld.

Bjälke är en häroldsbild som avgränsas av två vågräta raka skuror och vars tinktur skiljer sig från fältets. Bjälken har normalt samma bredd som den synliga delen av fältet över och under bjälken. En smal bjälke heter kavle.
Bjälken eller bjälkarna ligger på ett odelat fält (samma tinktur över och under bjälken). 
Åtminstone två svenska medeltida frälseätter, Rembold Peterssons ätt och Lars Björnssons ätt förde i vapnet en bjälke, men deras vapen är bara kända genom sigill varför färg (tinktur) av vapnen är okänd. Bjälken är hos svenska frälseätter inte sällan belagd med andra vapenmärken som stjärnor Stjärnbjälke, rosor och liknande, som hos Hålbonäsätten där bjälken är belagd med tre eller fyra blomvippor.
Hjärtskölden i det grevliga vapnet för ätten Bielke nr 29 visar inga bjälkar: skölden är tre gånger delad i guld och blå.

## Bilder

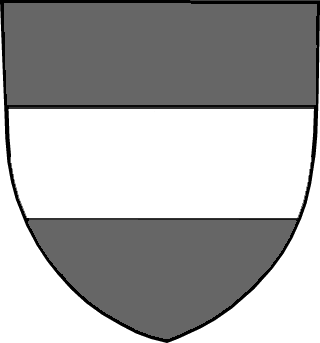
Rembold Peterssons ätt och Lars Björnssons ätt
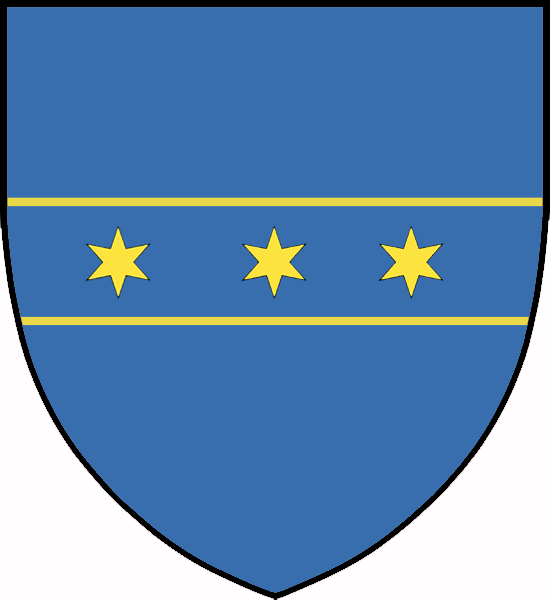
Ätten Stjärnbjälkes vapen
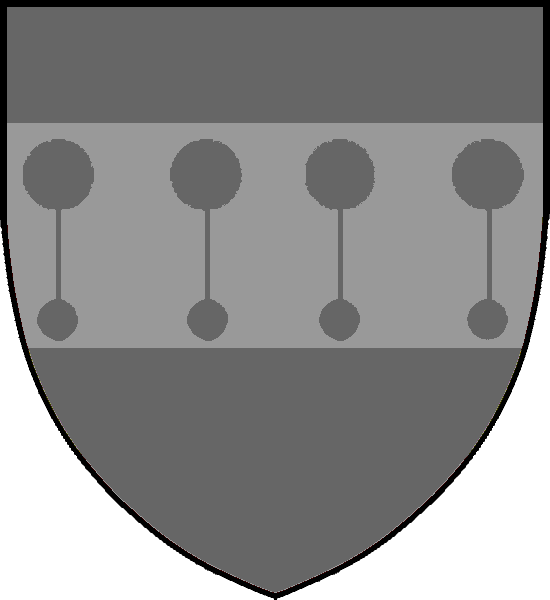
Vapensköld för svenska frälseätten Hålbonäsätten